# Мортимер, Эмили
Эмили Кэтлин Энн Мортимер (англ. Emily Kathleen Anne Mortimer; род. 6 октября 1971, Лондон, Великобритания) — английская актриса.

## Биография
Родилась 6 октября 1971 года в Хаммерсмите, Лондоне, в семье Джона Мортимера (создатель телесериала «Судья Рампол») и его второй жены Пенелопы Мортимер (урождённая Голлоп). У неё есть младшая сестра Рози и два единокровных брата и сестра — Салли Сильверман и Джереми Мортимер, от первого брака её отца с Пенелопой Флетчер. У неё также есть брат Росс Бентли, от внебрачной связи её отца с актрисой Венди Крэйг.
Училась в Школе Святого Павла для девочек в западной части Лондона, в Оксфордском университете. В студенческие годы участвовала в нескольких спектаклях. В 1995 году она получила ведущую роль в телесериале «Стеклянная девственница». За этим последовали роли в телефильмах «Сабля Шарпа», «Глава рождественских увеселений» и телесериале «Возвращение домой».
В 1996 году впервые появилась в художественном фильме под названием «Призрак и Тьма». В том же году снялась в фильме для подростков «Последний из великих королей» в роли Роми Томас.
В 1998 году появилась в фильме «Елизавета» в роли Кэт Эшли. Далее последовала роль миссис Флинн в фильме «Сидр и Рози». В 1999 году вышли два фильма с её участием: «Ноттинг-Хилл», совместно с Хью Грантом и «Крик 3», а также мини-сериал «Ноев ковчег».

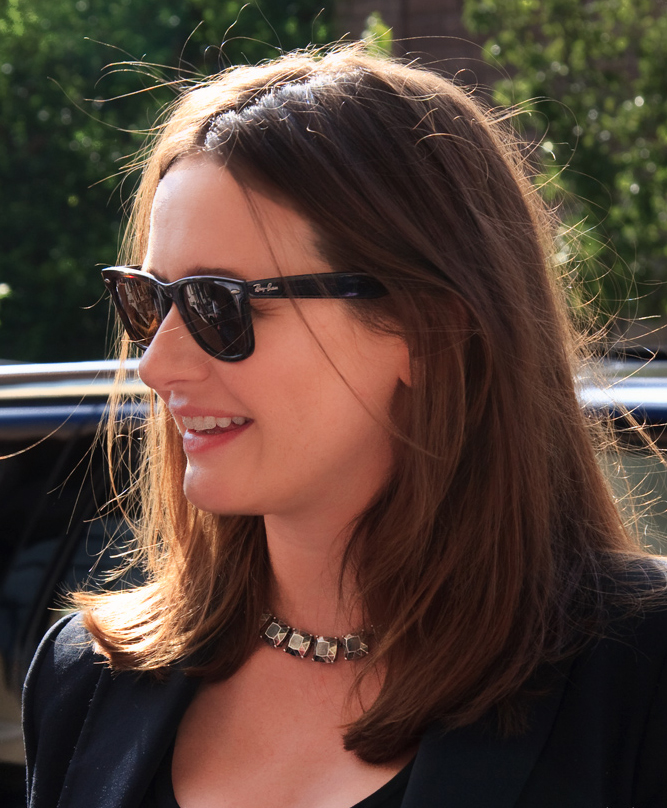
Мортимер на Кинофестивале в Торонто, 2009 год

В 2000 году была выбрана на роль Кэтрин в фильме «Бесплодные усилия любви», где она встретила своего будущего мужа Алессандро Нивола. В том же году она получила роль в фильме «Малыш», сыграв вместе с Брюсом Уиллисом. В 2002 году получила главную роль в фильме «Формула 51», совместно с Сэмюэлем Л. Джексоном и Робертом Карлайлом.
Далее получила главные роли в фильмах «Золотая молодёжь», снятого Стивеном Фраем, «Дорогой Фрэнки» и «Матч пойнт» Вуди Аллена. В 2007 году играла в фильме «Ларс и настоящая девушка». Появилась в «Розовой пантере» (2006), а также в её продолжении (2009). Играла девушку, в которую был влюблён Джек Донаги (Алек Болдуин) в последних трёх эпизодах первого сезона телесериала «Студия 30».
В 2009 году появилась в комедийной драме «Сити-Айленд». В 2010 году получила роль Рэйчел Соландо в триллере «Остров проклятых», а также в фильме «Леони».
В январе 2013 года стало известно, что Эмили получила главную роль в телесериале «Долл и Эм», вместе со своей давней подругой Долли Уэллс, а также, что она выступит в качестве продюсера.

## Личная жизнь
В начале 1990-х оказавшись в России, Эмили знакомится с русским поэтом Денисом Новиковым, написавшим об их отношениях известный поэтический цикл «К Эмили Мортимер».
В 2000 году Эмили познакомилась с американским актёром Алессандро Нивола, 3 января 2003 года они поженились. 23 сентября 2003 года в Вестминстере, Лондон у них родился сын Сэмюэль Джон. 15 января 2010 года у них родилась дочь Мэй Роуз. В этом же году она приняла американское гражданство, чтобы не платить налог на наследство, если что-то произойдёт с её мужем.
Атеистка.

## Фильмография
| Фильмы | Фильмы                        | Фильмы                        | Фильмы                            |
| Год    | На русском языке              | На языке оригинала            | Роль                              |
| ------ | ----------------------------- | ----------------------------- | --------------------------------- |
| 2024   | Приключения Паддингтона 3     | Paddington in Peru            | Мэри Браун                        |
| 2019   | Фил                           | Phil                          | Алисия                            |
| 2019   | Проклятие «Мэри»              | Mary                          | Сара Грир                         |
| 2018   | Мэри Поппинс возвращается     | Mary Poppins Returns          | Джейн Бэнкс                       |
| 2017   | Вечеринка                     | The Party                     | Джинни                            |
| 2017   | Букшоп                        | The Bookshop                  | Флоренс Грин                      |
| 2016   | Спектральный анализ           | Spectral                      | Фрэн Мэдисон                      |
| 2015   | Десять тысяч святых           | Ten Thousand Saints           | Диана (Ди) Урбански               |
| 2011   | Хранитель времени             | Hugo                          | Лисетт                            |
| 2011   | Тачки 2                       | Cars 2                        | Холли Делюкс (голос)              |
| 2010   | Остров проклятых              | Shutter Island                | мнимая Рэйчел Соландо / медсестра |
| 2009   | Гарри Браун                   | Harry Brown                   | Фрамптон                          |
| 2009   | Сити-Айленд                   | City Island                   | Молли                             |
| 2008   | Розовая пантера 2             | The Pink Panther 2            | Николь                            |
| 2008   | Красный пояс                  | Redbelt                       | Лора Блэк                         |
| 2008   | Транссибирский экспресс       | Transsiberian                 | Джесси                            |
| 2007   | Теория хаоса                  | Chaos Theory                  | Сьюзан Аллен                      |
| 2007   | Ларс и настоящая девушка      | Lars and the Real Girl        | Карин                             |
| 2006   | Розовая пантера               | The Pink Panther              | Николь                            |
| 2006   | Париж, я люблю тебя           | Paris, je t’aime              | Франсис                           |
| 2005   | Матч-пойнт                    | Match Point                   | Хлоя Хьюэтт Уилтон                |
| 2004   | Ходячий замок                 | Howl’s Moving Castle          | молодая Софи (голос)              |
| 2004   | Дорогой Фрэнки                | Dear Frankie                  | Лиззи                             |
| 2003   | Молодой Адам                  | Young Adam                    | Кэти Димли                        |
| 2003   | Золотая молодёжь              | Bright Young Things           | Нина Блаунт                       |
| 2003   | Интимный словарь              | The Sleeping Dictionary       | Сесиль                            |
| 2003   | Никто не должен узнать        | Nobody Needs to Know          | Эмили                             |
| 2003   | Зарубежный роман              | A Foreign Affair              | Энджела Бэк                       |
| 2001   | Формула 51                    | The 51st State aka Formula 51 | Дакота Паркер                     |
| 2001   | Обаятельная и привлекательная | Lovely and Amazing            | Элизабет Маркс                    |
| 2000   | Малыш                         | The Kid                       | Эми                               |
| 2000   | Тщетные усилия любви          | Love’s Labour’s Lost          | Кэтрин                            |
| 2000   | Крик 3                        | Scream 3                      | Анджелина Тайлер                  |
| 1999   | Ноттинг Хилл                  | Notting Hill                  | Идеальная девушка                 |
| 1998   | Елизавета                     | Elizabeth                     | Кэт Эшли                          |
| 1997   | Святой                        | Saint                         | Женщина в самолёте                |
| 1996   | Последний из великих королей  | The Last of the High Kings    | Роми Томас                        |
| 1996   | Призрак и тьма                | The Ghost and the Darkness    | Хелена Паттерсон                  |

| Телесериалы | Телесериалы               | Телесериалы                  | Телесериалы                                              |
| Год         | На русском языке          | На языке оригинала           | Роль                                                     |
| ----------- | ------------------------- | ---------------------------- | -------------------------------------------------------- |
| 2021        | Погоня за любовью         | Pursuit of Love              | Болтер                                                   |
| 2014 — 2015 | Долл и Эм                 | Doll and Em                  | Эмили                                                    |
| 2012 — 2014 | Новости                   | The Newsroom                 | Маккензи Макхейл                                         |
| 2007        | Студия 30                 | 30 Rock                      | Фиби (эпизоды «Corporate Crush», «Cleveland» и «Hiatus») |
| 2002        |                           | Jeffrey Archer: The Truth    | Диана, принцесса Уэльская (ТВ фильм)                     |
| 1999        | Ноев ковчег               | Noah’s Ark                   | Истер                                                    |
| 1998        |                           | Cider with Rosie             | Мисс Флинн (ТВ фильм)                                    |
| 1998        | Возвращение домой         | Coming Home                  | Джудит Данбар (ТВ фильм)                                 |
| 1997        | Танец музыки времени      | A Dance to the Music of Time | Полли                                                    |
| 1997        | Чисто английские убийства | Midsomer Murders             | Кэтрин Лэйси                                             |
| 1996        | Никаких бананов           | No Bananas                   | Уна                                                      |
| 1996        |                           | Jack and Jeremy’s Real Lives | Тиллу                                                    |
| 1996        | Безмолвный свидетель      | Silent Witness               | Фрэн                                                     |
| 1996        | Тайны Рут Ренделл         | Ruth Rendell Mysteries       | Эльвира                                                  |
| 1995        | Второй экран              | Screen Two                   | Аманда Эллис                                             |
| 1995        | Стеклянная девственница   | The Glass Virgin             | Аннабелла Лэгрейндж                                      |
| 1995        | Меч Шарпа                 | Sharpe’s Sword               | Лэсс                                                     |
| 1994        | Блу хилеры                | Blue Heelers                 | Келли                                                    |